# Batalla de São Mamede
La batalla de São Mamede va ser lluitada el 1128 a prop de Guimarães entre les tropes d'Alfons Henriques i les de Teresa de Lleó. Alfons Henriques va sortir victoriós i va impossibilitar la incorporació de Portugal al Regne de Galícia. Aquesta victòria, juntament amb una altra gran victòria en la Batalla d'Ourique, va fer que Alfons Henriques fos proclamat rei de Portugal per les seves tropes i va canviar l'escut del país. La independència de Portugal va ser confirmada més tard a les corts de Lamego, segons la tradició.

## Antecedents
Alfons Henriques, nascut el 1109 fou nomenat comte de Portugal el 1112, a la mort del seu pare Enric de Borgonya, sota la regència de la seva mare Teresa de Lleó. El 1120, el jove príncep va prendre el costat de Paio Soares da Maia, l'arquebisbe de Braga, un enemic polític de la seva mare, i tots dos van ser desterrats, passant anys fora del seu propi comtat, sota la vigilància del bisbe. En fer catorze anys el 1122 es va ordenar cavaller pel seu propi comtat a la Catedral de Zamora, va organitzar un exèrcit, i va disposar-se a prendre el control de les seves terres.
Mentrestant, uns nous incidents van provocar la invasió del comtat de Portugal per Alfons VII de Castella, que el 1127, posà setge a la ciutat de Guimarães, on residia Alfons Henriques. Alfons prometé lleialtat i vassallatge al rei castellà, per la qual cosa aquest desistí de conquerir la ciutat. Però, alguns mesos després, el 1128, les tropes de Teresa de Lleó van enfrontar-se amb les d'Alfons Henriques en la batalla de São Mamede.

## La batalla
Prop de Guimarães va derrotar el 24 de juny de 1128 les tropes de Fernando Pérez de Traba, i Teresa i Fernando foren capturats i desterrats.

## Conseqüències
La victòria d'Alfons Henriques va impossibilitar la incorporació de Portugal al Regne de Galícia i el 1139, després d'una gran victòria en la batalla d'Ourique contra un fort contingent musulmà, Alfons Henriques és aclamat com a rei de Portugal per les seves tropes i va canviar l'escut, sense la creu i amb cinc escudets o quines col·locats on abans hi havia hagut els besants d'argent commemorant els cinc reis moros vençuts en la batalla. Segons la tradició, la independència va ser-li confirmada més tard, a les corts de Lamego, quan va rebre el 26 de juliol de l'arquebisbe de Braga la corona de Portugal, tot i que estudis recents qüestionen la reunió d'aquestes corts.